# Lá cờ Denver

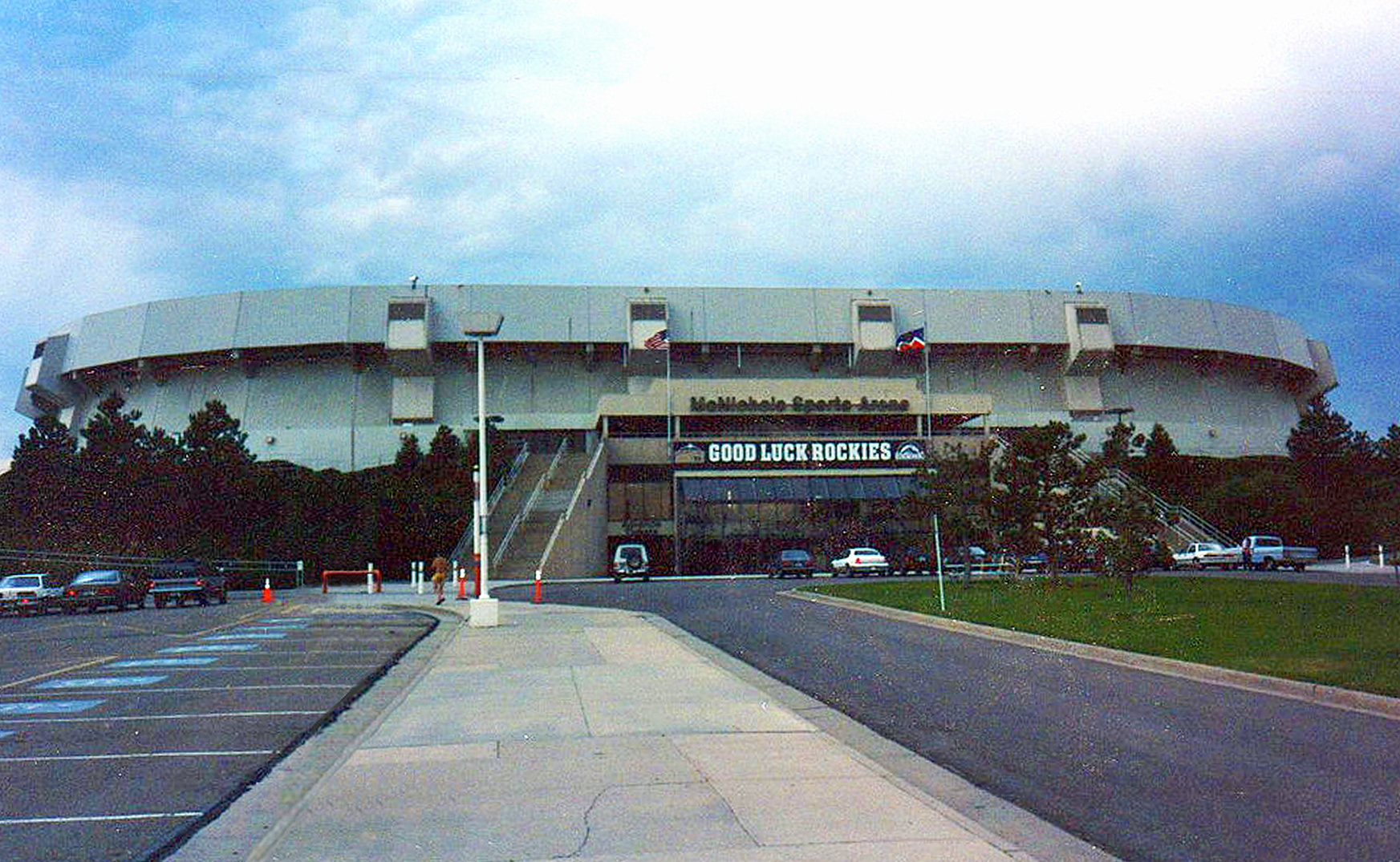
Nhà thi đấu McNichols Sports Arena, trong năm 1994 với hiệu kỳ Denver

Lá cờ Denver (hoặc Hội kỳ Denver) là lá cờ chính thức của thành phố và quận Denver ở Colorado, và được thiết kế bởi học sinh Margaret Overbeck của trường North High School. Lá cờ được phê chuẩn vào năm 1926, và bao gồm một đường dích dắc màu trắng nằm ngang (tượng trưng cho bạc và người Mỹ bản địa của Colorado) tách hai tam giác màu đỏ bên dưới khỏi một vùng xanh biển. Vùng xanh chứa vòng tròn màu vàng giữa trọng tâm của lá cờ (tượng trưng cho vị trí của Denver trong bang Colorado). Cùng nhau, lá cờ tạo thành biểu tượng Mặt trời trong bầu trời xanh trên những ngọn núi phủ tuyết. Màu vàng tượng trưng cho vàng trong đồi núi, và những ngọn núi màu đỏ là đất đỏ mà từ Colorado lấy được tên.
Trong một khảo sát vào năm 2004 về 150 lá cờ tốt nhất của những thành phố Hoa Kỳ, Hiệp hội Kỳ học Bắc Mỹ xếp lá cờ của Denver ở hạng ba, sau lá cờ của Washington, D.C. và Chicago.